# 以美之名
《以美之名》是由优酷、橙子映像联合出品，李少飞执导，姚晨、賈靜雯、侯雯元领衔主演，袁弘、代乐乐特别主演，王西、左凌峰、谭希和、闫楠、王澜主演，艾丽娅、石凉、方晓莉、罗光旭、景松涛、王亚军特别演出，曹征、安沺、吴玉芳、张小婉、黑妹、李传缨友情出演的整形医美都市剧。该剧于2025年3月30日在北京卫视、东方卫视、浙江卫视和优酷播出 。
该剧聚焦于医美领域，讲述了两位医科大学的同窗在整形医院里共同应对手术挑战，联合救治病患的故事。

## 演员和角色

### 领衔主演
- 姚晨 饰演 乔杨
- 賈靜雯 饰演 周静雯
- 侯雯元 饰演 陆子游

### 特别主演
- 袁弘 饰演 秦归
- 代乐乐 饰演 李起

### 主演
- 王西 饰演 魏晓希
- 左凌峰 饰演 陈明杰
- 谭希和 饰演 褚峰
- 闫楠 饰演 季雪峰
- 王澜 饰演 孟春晖
- 艾丽娅 饰演 黃桂枝